# آدم أير
آدم أير (بالإنجليزية: Adam Eyre)‏ هو لاعب كرة قدم أمريكي في مركز الدفاع، ولد في 7 يناير 1978 في أغورا هيلز في الولايات المتحدة. لعب مع نيو إنغلاند ريفولوشن.

## وصلات خارجية
- آدم أير على موقع الدوري الأمريكي (الإنجليزية)
- آدم أير على موقع قاعدة بيانات كرة القدم.إي يو (الإنجليزية)